# Departamento de Montevideo
El Departamento de Montevideo es uno de los diecinueve departamentos que conforman la República Oriental del Uruguay. Su capital, la ciudad de Montevideo, es también la capital del país. 
Está ubicado al sur del país, limitando al norte y este con el Departamento de Canelones, al sur con el Río de la Plata que lo separa de Argentina, y al oeste con el Departamento de San José. Con 530 km² es el departamento menos extenso, con 1 319 108 habitantes en 2011, el más poblado, y con 2489 hab/km², el más densamente poblado.
Su máxima elevación es el cerro de Montevideo, con 132 m de altura. Con aproximadamente el 40% de la población total del país, es el departamento más pequeño en cuanto a superficie y el que tiene mayor densidad de población. Su zona de influencia comprende los municipios vecinos, formando lo que se conoce como área metropolitana de Montevideo.

## Historia
El departamento de Montevideo fue uno de los primeros departamentos en ser creados en el territorio actual de Uruguay —en ese entonces la provincia Oriental—. Se creó por decreto del Cabildo de Montevideo de fecha 27 de enero de 1816, ratificado por José Artigas el 3 de febrero de ese mismo año, acto con el que se creó asimismo los departamentos de Maldonado, Soriano, Canelones, San José y Colonia. La norma indicaba que su extensión abarcaba su «Capital Extramuros hasta la línea de Peñarol». La subdivisión territorial existente de la que era parte Montevideo se mantuvo con algunas diferencias durante la conquista y dominio portugués y luego brasileño en la época de la provincia Cisplatina.
Una vez obtenida la independencia del país, se jura la primera Constitución, elaborada por la Asamblea General Constituyente, en cuyo primer artículo ratifica la organización territorial de esa época comprendiendo a los nueve departamentos existentes en ese entonces, entre los cuales estaba Montevideo. La Asamblea General mediante la competencia que le confería el artículo 17 numeral 9° de la Constitución de 1830 (actual artículo 85 de la Constitución vigente) dictó la ley N.º 84, promulgada por el Poder Ejecutivo el 7 de abril de 1835, por la cual le reintegró «al departamento de Montevideo los límites que le fueron designados en la época de la creación de los departamentos». El decreto reglamentario de la ley, de fecha 28 de agosto de 1835, precisó los límites del departamento de Montevideo: el río Santa Lucía desde su desembocadura en el Río de la Plata hasta la confluencia del arroyo de las Piedras, y por este hasta su naciente en la cuchilla de Pereira. Allí, la línea divisoria continúa por el giro de la cuchilla hasta la naciente del arroyo Toledo, siguiendo por este arroyo el límite hasta su confluencia con la barra de Carrasco y de allí a su desembocadura en el Río de la Plata.

## Gobierno y política
De acuerdo con el artículo 262 de la Constitución de la República Oriental del Uruguay, en materia de administración departamental el mismo establece:

"El Gobierno y Administración de los Departamentos, con excepción de los servicios de seguridad pública, serán ejercidos por una Junta Departamental y un Intendente. Tendrán su sede en la capital de cada departamento e iniciarán sus funciones sesenta días después de su elección”.

Por lo tanto, como establece la Carta Magna, la Junta de Montevideo, la Intendencia y el intendente son los órganos que ejercen los poderes del Departamento de Montevideo. 

### Junta de Montevideo

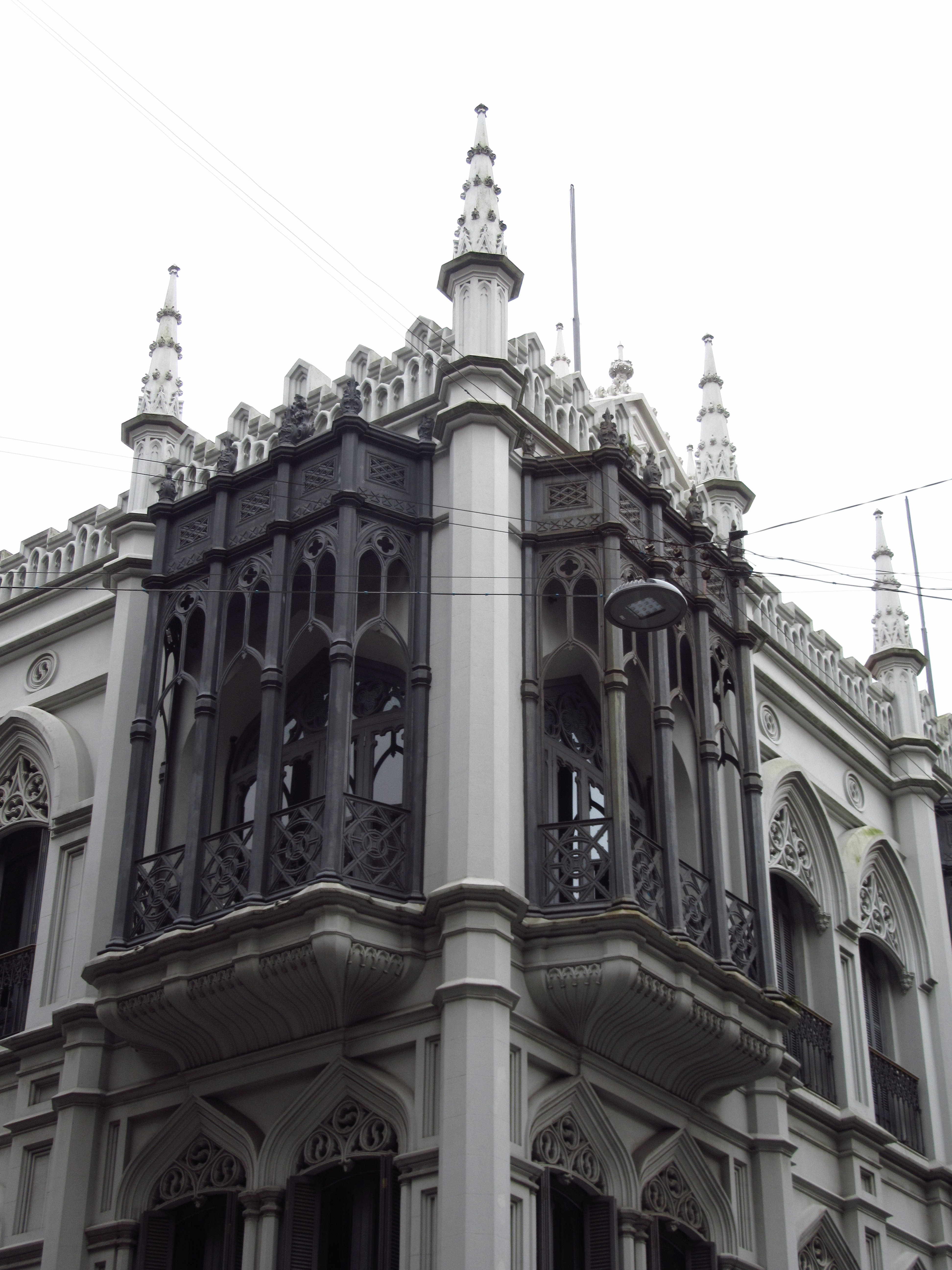
Palacio Gómez, sede de la legislatura de Montevideo.

La Junta de Montevideo es quien ejerce la función legislativa del departamento y está compuesta de 31 ediles, que tienen como función la propuesta de reformas municipales, decretos e impuestos, así como cualquier otro proyecto que estimen conveniente coordinar con el Intendente. 
|  | Grupo Parlamentario | Escaños |
|  | ------------------- | ------- |
|  | Partido Colorado    | 4       |
|  | Partido Nacional    | 8       |
|  | Frente Amplio       | 18      |
|  | Partido de la Gente | 1       |

### Intendencia

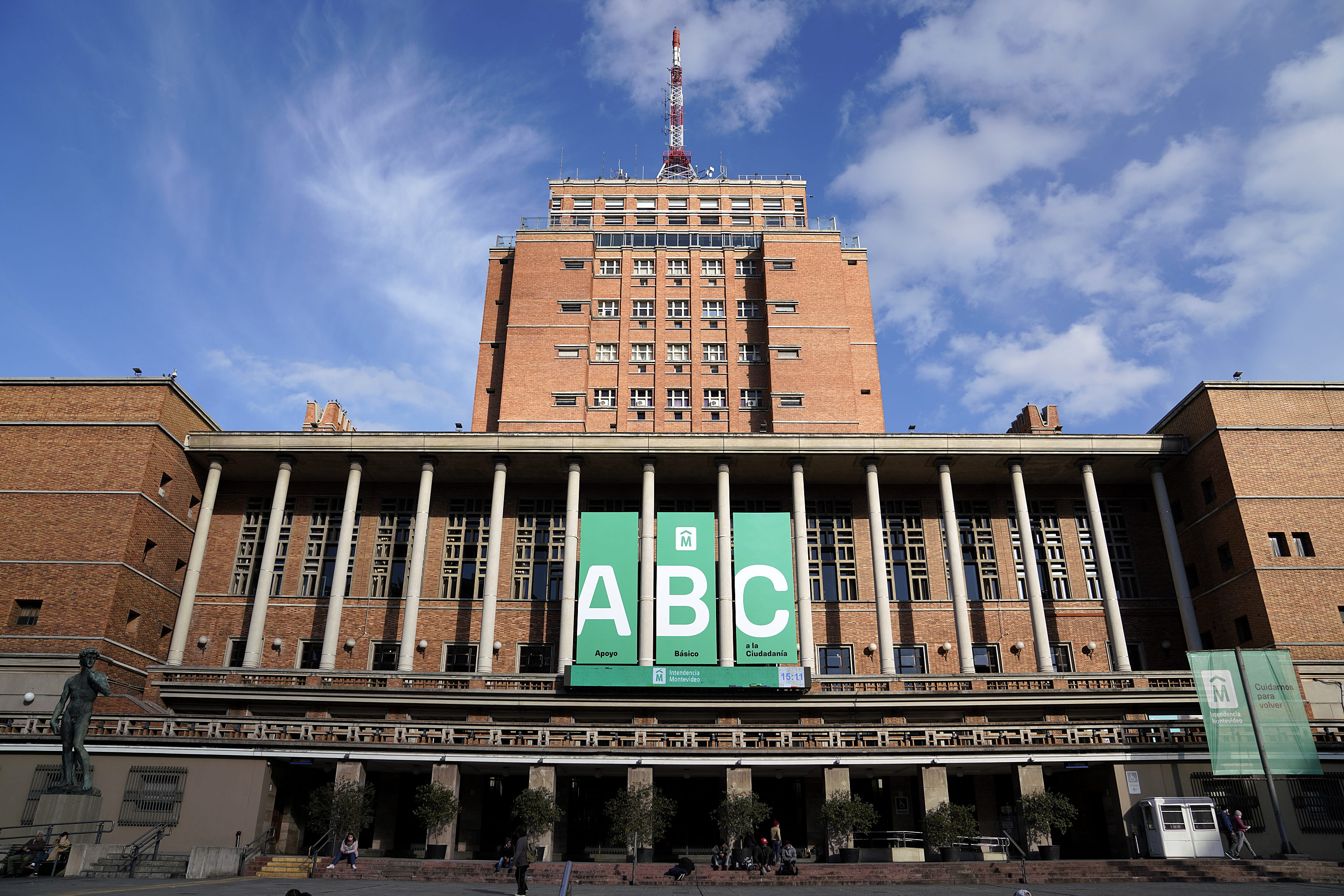
Palacio Municipal de Montevideo, sede de la intendencia departamental.

La Intendencia de Montevideo es quien representa y dirige la política del Departamento de Montevideo, correspondiéndole las funciones ejecutivas y administrativas del mismo. Está integrada por el intendente, el secretario departamental y nueve departamentos que conforman el gabinete departamental.

#### Intendente
El Intendente es electo de forma directa con cuatro suplentes, por un período de cinco años con posibilidad de una reelección consecutiva.

### Ciudad de Montevideo

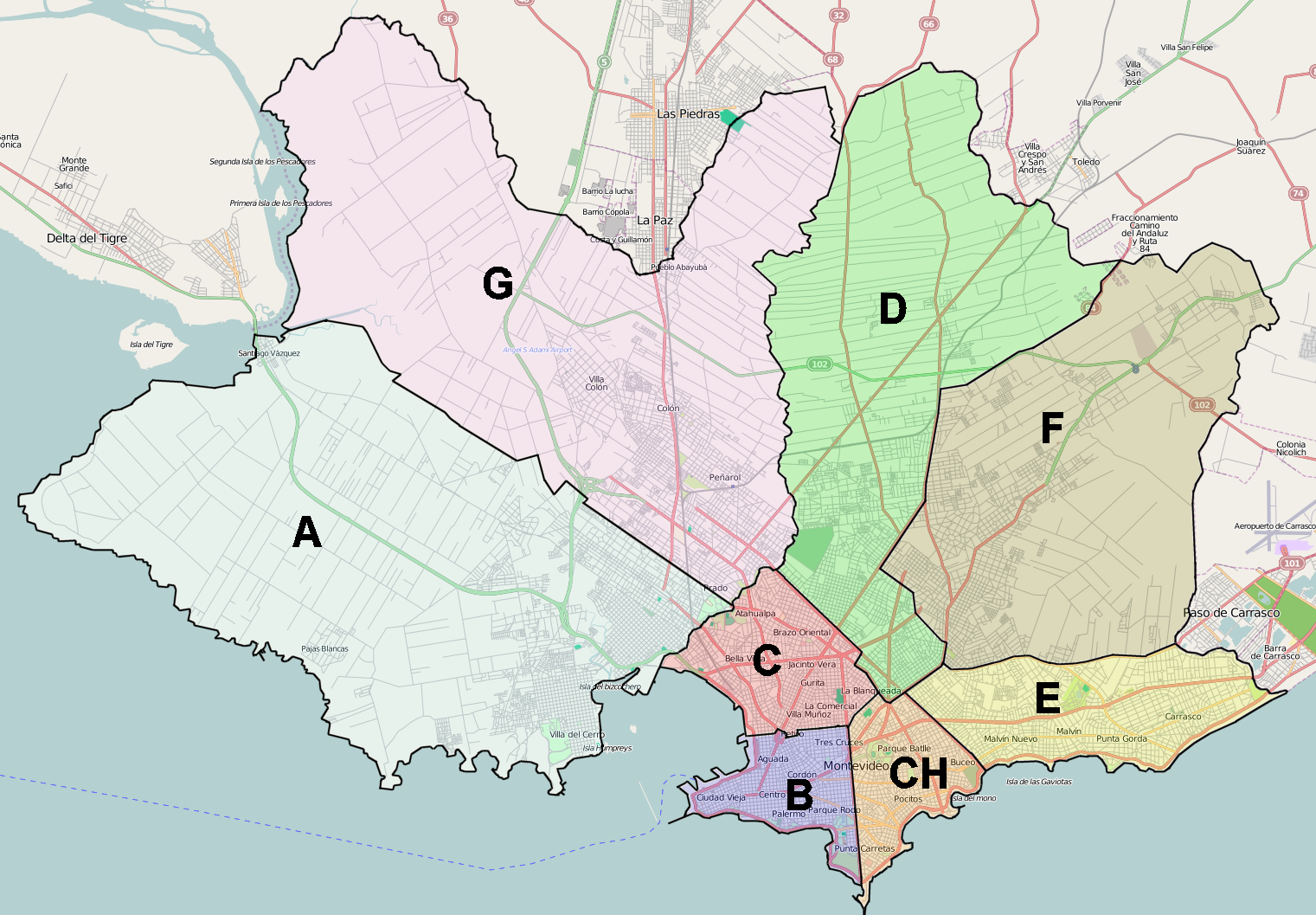
Municipios de Montevideo

La ciudad de Montevideo está dividida en ocho municipios, denominados de la A a la G, cada uno presidido por un alcalde elegido por los ciudadanos inscriptos en dicha circunscripción.
Estos municipios a su vez, tienen bajo su jurisdicción los llamados Centros Comunales Zonales (CCZ), así como los barrios y áreas de influencia de tales Centros

### Montevideo rural
El Montevideo rural es el conjunto de las áreas rurales del departamento de Montevideo, Uruguay, que incluyen zonas agrarias, espacios naturales y territorios de transición urbano-rural. El área rural de Montevideo ocupa unos 350 km², aproximadamente el 60% del departamento. El área de Montevideo rural comprende entre otros las zonas de Melilla y Bañados de Carrasco. Según el censo de población de 2011, contaba con alrededor de 14 mil habitantes.

### Principales centros urbanos
La política centralista que ha dominado al departamento por generaciones, ha llevado al departamento a ser confundido con la capital y viceversa. Esta confusión no solo es a nivel social sino también se ve reflejada en el ejecutivo y legislativo departamental. En los últimos años ha habido una tentativa de fraccionamiento de jurisdicciones, pero éstas siguen siendo subordinadas del mismo ejecutivo.
Esto ha llevado a curiosidades como que no se sabe cuáles son los límites de la capital departamental, si los hay o si todo el departamento es una gran ciudad. Generando esto a su vez el desconocimiento de la zona rural.
A este caos organizativo se le suma el desarrollo desregulado, con la mezcla de zonas residenciales con zonas productivas o industriales.
| Ciudad/Pueblo    | Población |
| ---------------- | --------- |
| Montevideo       | 1.269.552 |
| Pajas Blancas    | 1.976     |
| Santiago Vázquez | 1.482     |
| Abayubá          | 924       |
| Montevideo rural | 52.034    |
| Total (2011)     | 1.325.968 |

## Demografía

#### Mortalidad infantil
La mortalidad infantil en Montevideo viene experimentando una caída creciente en el período 2010-2020, siguiendo la tendencia general del país. En 2010, la tasa de mortalidad infantil era de 9,1 cada 1000 nacidos vivos, y en 2019 era de 6,8 cada 1000 nacidos vivos. El embarazo adolescente, una de las principales causas de mortalidad infantil, se redujo en el período 1996-2011 del 11% al 8%.

## Infraestructura

### Educación

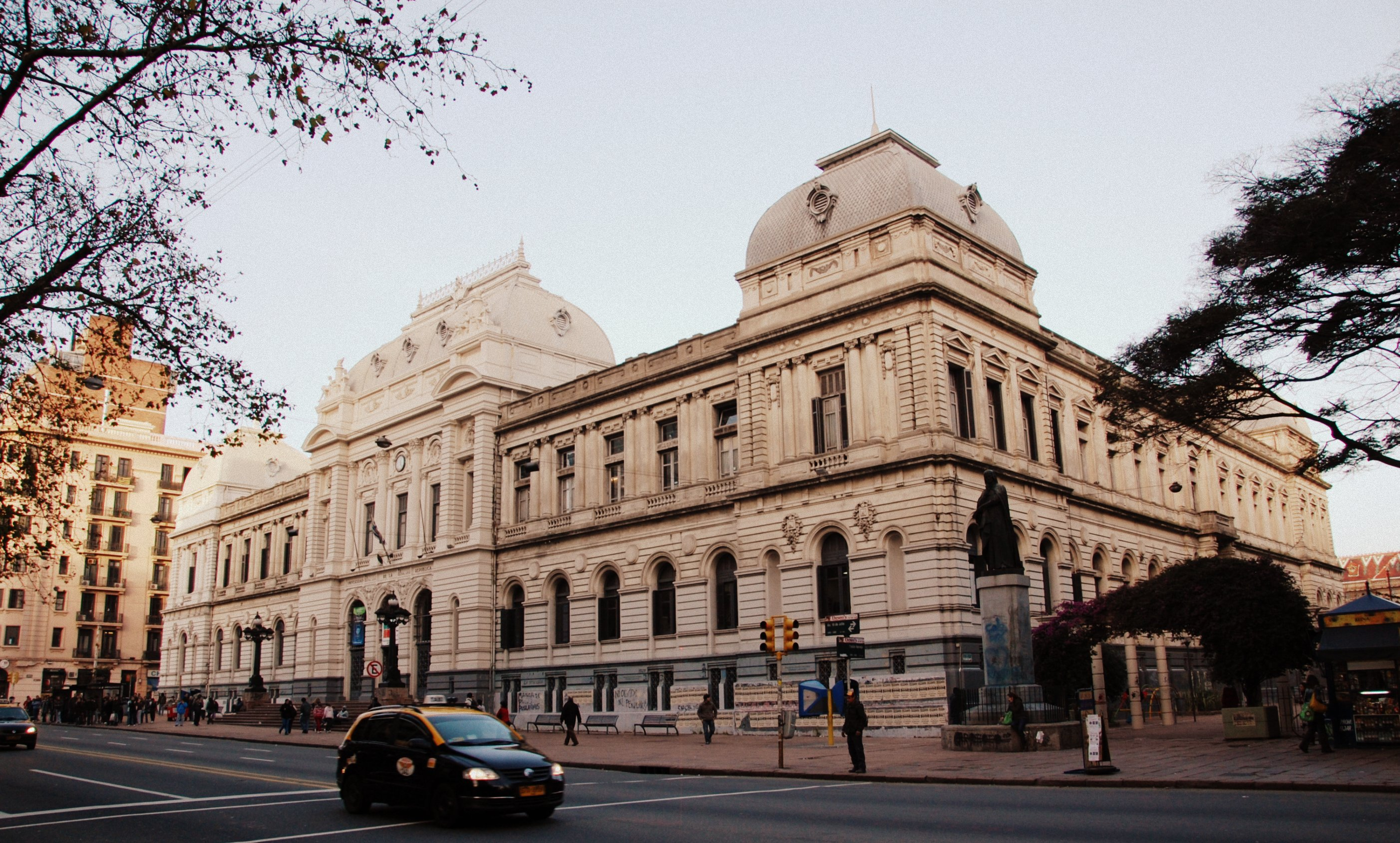
Casa de Estudios de la Universidad de la República

#### Nivel inicial, primaria y secundaria

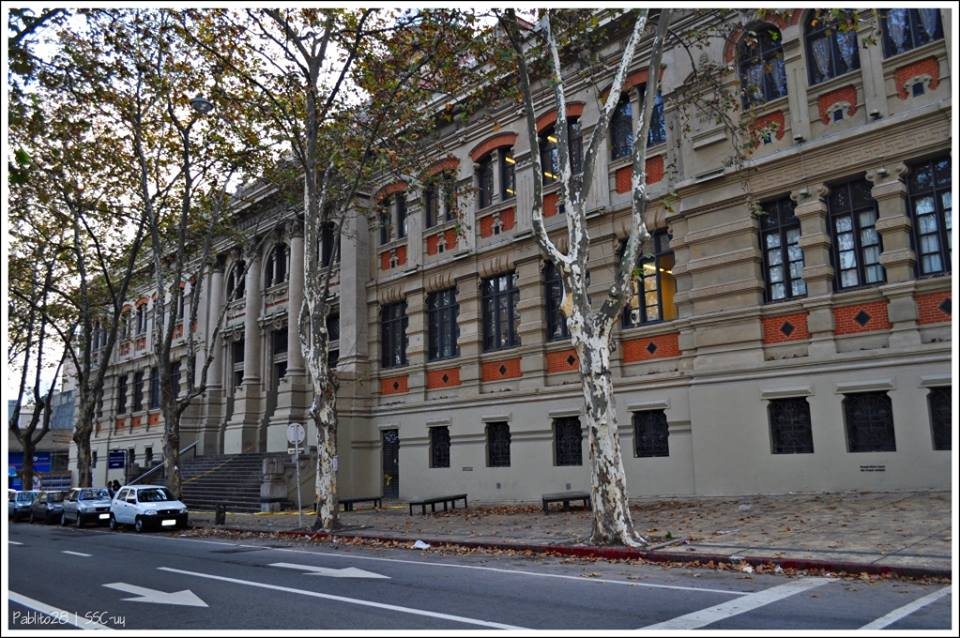
Instituto Alfredo Vázquez Acevedo.

Se estima que alrededor de 227.264 alumnos estudian en 464 instituciones públicas del departamento de Montevideo. En teoría en el departamento de Montevideo funcionan 331 jardines y escuelas de educación primaria, 75 liceos de enseñanza secundaria, 54 instituciones de la Universidad del Trabajo del Uruguay. A estas instituciones se le suman los 162 colegios privados, que convergen los tres niveles de enseñanza. A su vez en el departamento funciona una amplia red de centros de atención a la primera infancia.

#### Universidades

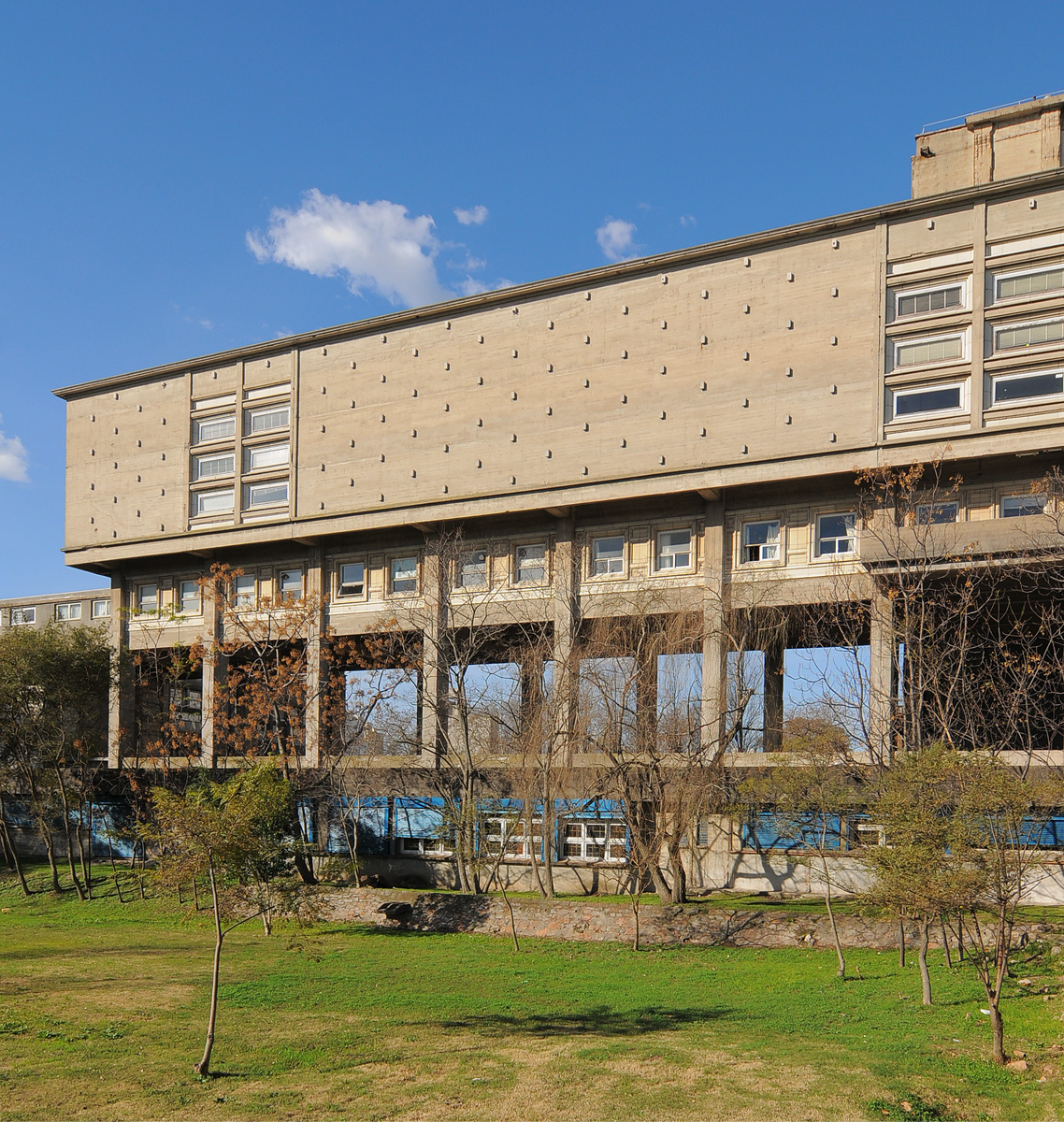
Facultad de Ingeniería de la Universidad de la República

El departamento de Montevideo es sede de ocho universidades, de ellas tres son estatales y el resto privadas.
- Universidad de la República (de ámbito nacional) pero con sus principales instituciones en Montevideo.
- Universidad del Trabajo del Uruguay
- Universidad Católica del Uruguay
- Universidad de la Empresa
- Universidad ORT
- Universidad de Montevideo
- Universidad CLAEH
- Universidad Tecnológica (solo con sede administrativa en Montevideo)

### Sanidad
El Departamento de Montevideo dispone de una red de hospitales públicos, como también de mutualistas privadas y centros de primer nivel de atención. Estos son gestionados por la Administración de los Servicios de Salud del Estado y por mutualistas privadas. En el caso de los centros de primer nivel son gestionados tanto por la RAP metropolitana como por la División Salud del Departamento de Desarrollo Social de Montevideo.

### Seguridad
El departamento de Montevideo no dispone de una policía departamental ni la gestión en materia de seguridad y represión al delito, ya que la misma recae en manos de la jefatura de policía de Montevideo.

### Transporte
Dada la característica de servir como principal eje logístico a donde va a parar la mayor parte de las exportaciones e importaciones del Uruguay debido a la importancia de su puerto citadino, Montevideo es el departamento en donde converge la mayor parte de la red vial del país. A partir de la creación del Sistema de Transporte Metropolitano en 2008, el sistema comenzó a abarcar inicialmente a las líneas urbanas de Montevideo. En el año 2020 el sistema se expandió hacia todas las líneas de transporte suburbano del departamento y el área metropolitana. Entre sus iniciativas más destacadas, figura la creación y expansión de la tarjeta STM.

#### Rutas

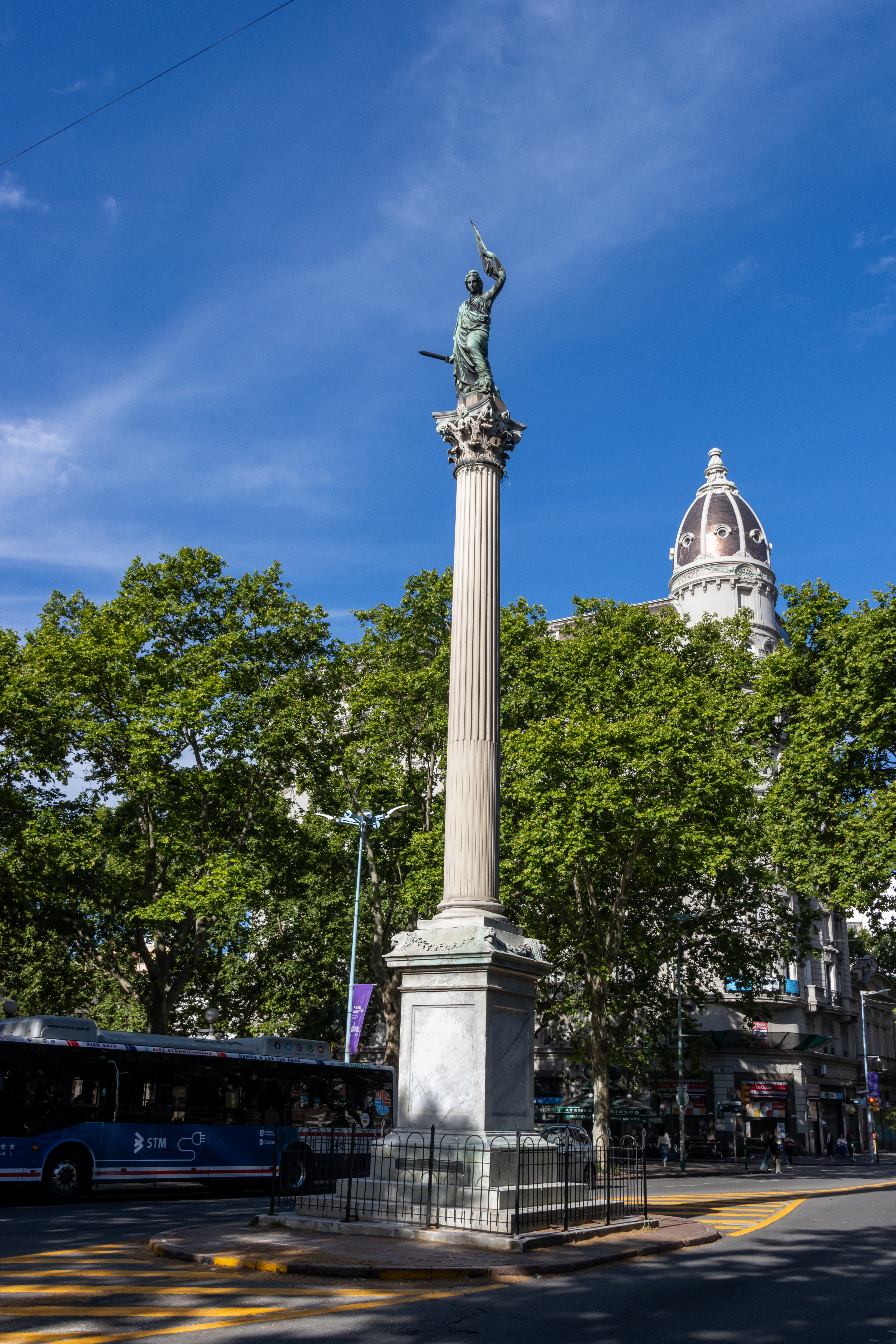
Plaza Cagancha, kilómetro cero de Uruguay

El departamento esta equipado con las rutas 1, 5, 6, 8, 84 y 102, rutas que se caracterizan por un masivo movimiento logístico y de masas.
A su vez, desde el departamento parten las rutas 1, 5, 6 y 8, cuyos puntos kilométricos inician desde el llamado Kilómetro cero, situado en la plaza Cagancha. En torno a estas rutas se han conformado diversos núcleos urbanos, así como también áreas industriales y empresariales.
- Ruta 1 comunica la capital con el Departamento de Colonia, principalmente con Colonia del Sacramento.
- Ruta 5 comunica la capital con el norte de Uruguay.
- Ruta 8 comunica la capital con el Departamento de Cerro Largo junto a la frontera con Brasil.

#### Avenidas
Para el flujo interno existe una gran gama de avenidas, corredores y bulevares que recorren el departamento en todos los sentidos, entre ellos podemos nombrar: avenida 18 de julio, avenida Millán, avenida 8 de Octubre, avenida Italia, los Accesos Oeste, avenida Luis Batlle Berres, bulevar Artigas, avenida del Libertador, bulevar José Batlle y Ordóñez, avenida Agraciada, la Rambla, etc.

#### Ferrocarril

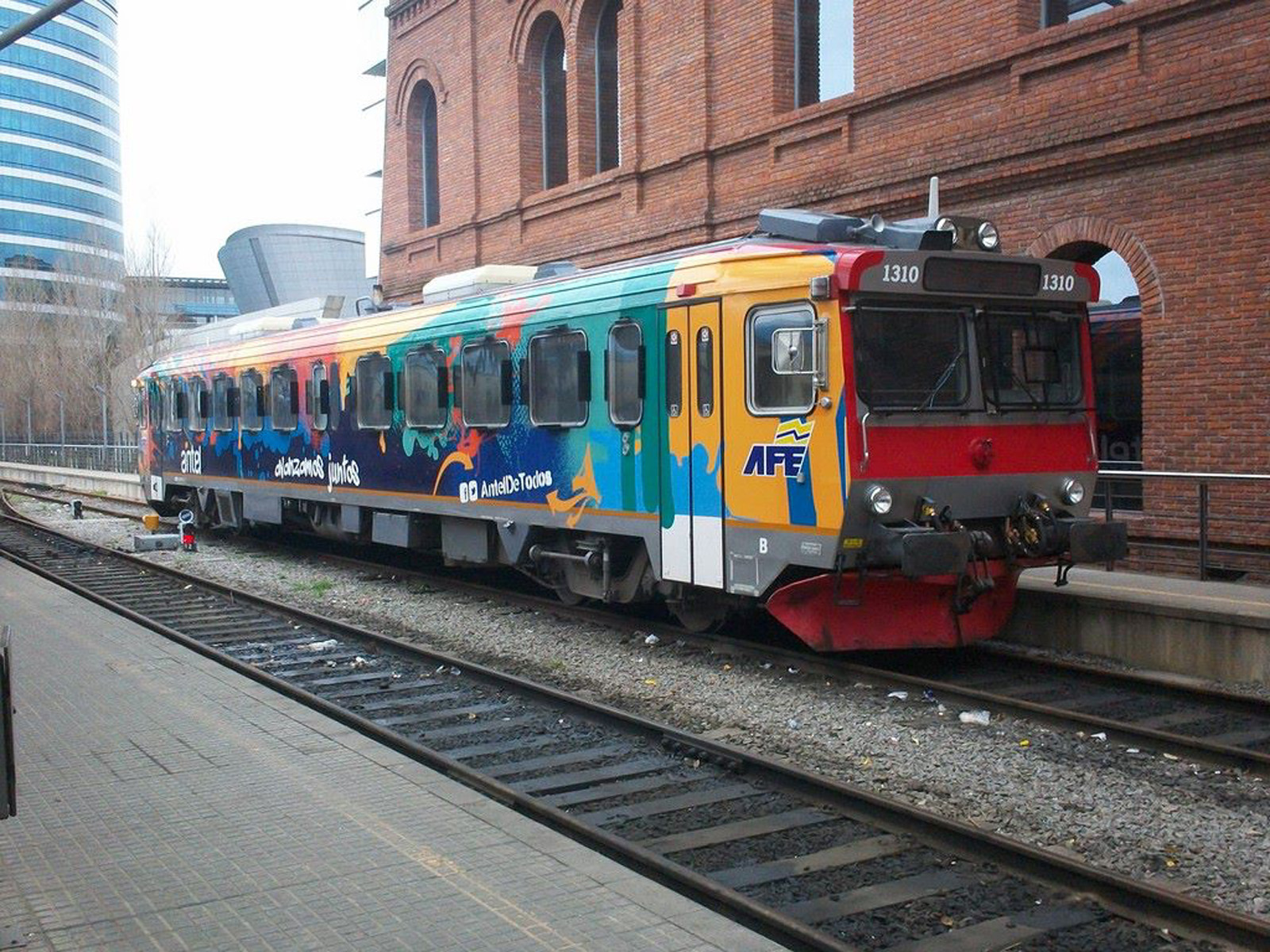

Además, el transporte por riel tampoco es una excepción, dado que la red ferroviaria nacional está integrada principalmente por líneas radiales que convergen en Montevideo desde hace siglo y medio, también a razón del puerto montevideano y de lo que otrora supo ser el transporte de pasajeros por toda la red hasta la supresión de 1988. Sobre el departamento corren dos líneas que son las troncales de las que llevan al este, oeste y norte del país: Montevideo-Rivera y Montevideo-Minas. Ambas líneas, la primera reinaugurada en 2024, se encuentran operativas para el transporte de cargas. La primera para el transporte de celulosa y la segunda desde las canteras del Verdún en Lavalleja hasta la planta cementera de Manga. La red es propiedad del organismo autónomo AFE.
Metropolitanos

Hasta el año 2019, año de paralización de los servicios tras el inicio de las obras del Ferrocarril Central privado, operaban dos líneas metropolitanas que partían desde la Estación Central: las líneas Montevideo-Empalme Olmos y Montevideo-Progreso. A la fecha, y tras la culminación de las obras del nuevo trazado, se especula la reinstalación de servicios de transporte público en ambas líneas del área metropolitana de Montevideo.

#### Ómnibus
En el departamento de Montevideo se centralizan la mayoría de servicios de ómnibus interdepartamentales e internacionales. La terminal de Tres Cruces es la principal infraestructura desde donde convergen todos los servicios antes mencionados.
Transporte público
A su vez, en materia de transporte público cuenta con una amplia red de líneas suburbanas, que sirven al departamento, la ciudad y el área metropolitana. También cuenta con una mayor red de líneas urbanas, estas operativas dentro de la ciudad de Montevideo. Todos estos servicios son gestionados desde el año 2008 y 2019 por el Sistema de Transporte Metropolitano.

#### Aeropuerto

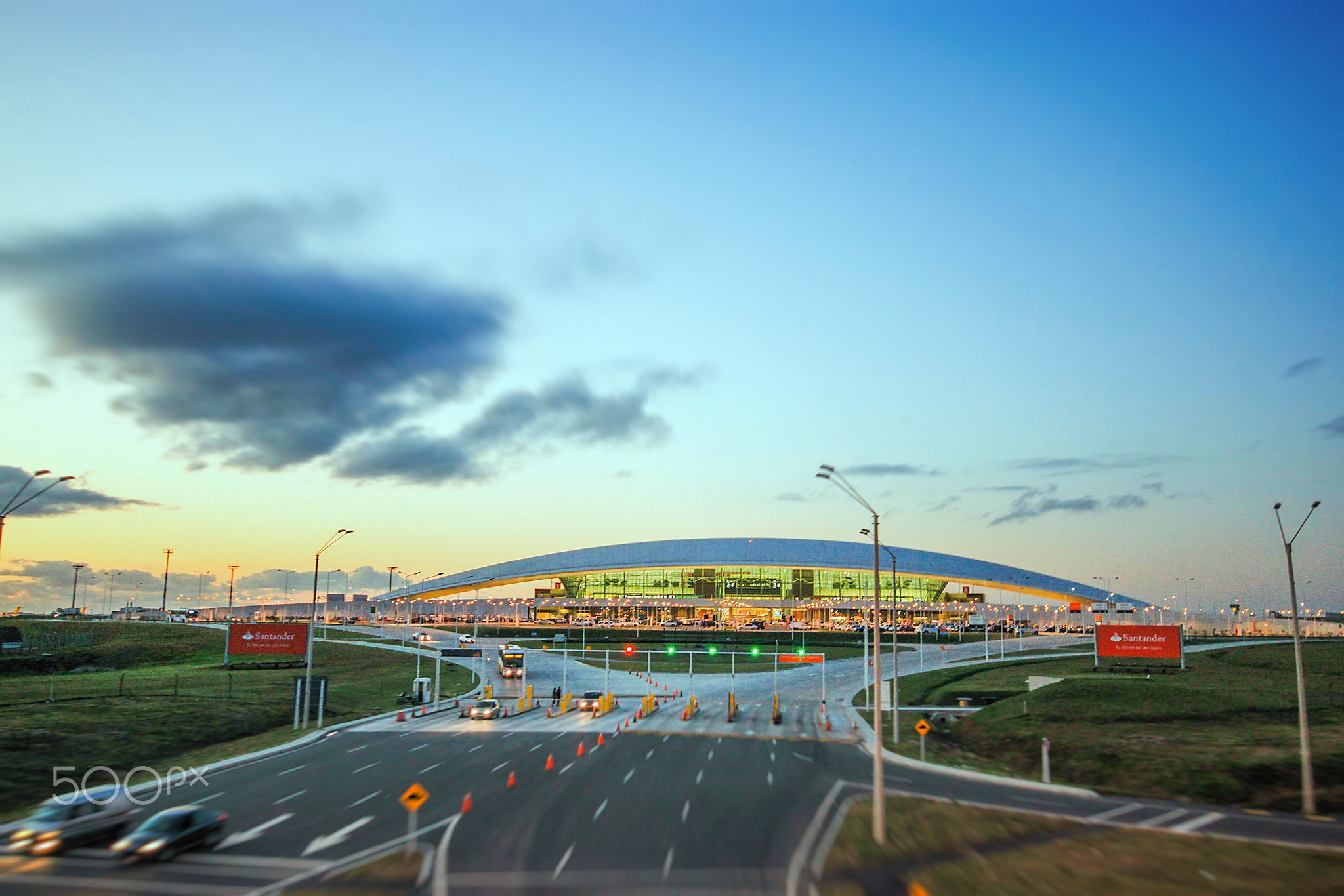
Aeropuerto de Carrasco

El Aeropuerto Internacional de Carrasco empezó a funcionar en 1936 y se trata del aeropuerto más importante de Uruguay, siendo la principal terminal aérea de cargas y pasajeros del país, y pese a estar ubicado en el Departamento de Canelones, responde principalmente al Departamento de Montevideo.
De menor importancia es el Aeropuerto Internacional Ángel Adami, ubicado al norte del departamento.

#### Puerto
El puerto de Montevideo es el principal punto de arribo y partida de buques cargueros, transbordadores y cruceros regionales e internacionales del Uruguay, lo que lo hace el más importante para la economía del país. El puerto es propiedad del organismo descentralizado ANP.

### Energía
Parte importante de la energía del departamento se producía en la central termoeléctrica José Batlle y Ordóñez mediante la quema de fuel oil. La central se encuentra a cargo del monopolio estatal UTE
La refinería La Teja es una importante serie de instalaciones ubicadas en el barrio homónimo hacia el oeste, donde se refina, almacena y destila el petróleo crudo importado de otros países. Su operador es la petrolera estatal Ancap.

## Cultura

### Religión
Si bien la iglesia y estado están oficialmente separados desde 1916 en Uruguay. La religión con más seguidores en el Departamento de Montevideo es el catolicismo y lo ha sido desde la fundación de Montevideo.
| Religión en Montevideo (2019)              | Religión en Montevideo (2019)              | Religión en Montevideo (2019) | Religión en Montevideo (2019) | Religión en Montevideo (2019) |
| ------------------------------------------ | ------------------------------------------ | ----------------------------- | ----------------------------- | ----------------------------- |
| Religión                                   | Religión                                   |                               | Porcentaje                    | Porcentaje                    |
| Católicos                                  | Católicos                                  |                               | 40 %                          | 40 %                          |
| Ninguna (Ateos+Agnósticos+no religiosos)   | Ninguna (Ateos+Agnósticos+no religiosos)   |                               | 36 %                          | 36 %                          |
| Creen en Dios, pero no siguen una religión | Creen en Dios, pero no siguen una religión |                               | 18 %                          | 18 %                          |
| Otras religiones                           | Otras religiones                           |                               | 5 %                           | 5 %                           |
| No sabe o no responde                      | No sabe o no responde                      |                               | 1 %                           | 1 %                           |

La actual arquidiócesis de Montevideo fue creada como Vicariato Apostólico de Montevideo en 1830 y en 1878 convertido en diócesis. El 14 de julio de 1897 por orden del Papa León XIII la misma fue elevada al rango de arquidiócesis metropolitana.
Montevideo es la única arquidiócesis en Uruguay y como ordinario, el arzobispo también es primado de la Iglesia católica en Uruguay. La iglesia madre de la arquidiócesis es la Catedral de la Inmaculada Concepción y San Felipe y Santiago. El actual arzobispo de Montevideo es, desde febrero de 2014, el cardenal salesiano Daniel Sturla.
Existen también otras religiones profesadas en Montevideo como el protestantismo, religiones afroamericanas, el judaísmo, entre otras. Asimismo, Montevideo es hogar de muchas personas que se definen como ateos y agnósticos, mientras que otros profesan «creer en Dios pero sin religión».

### Medios de comunicación
El departamento de Montevideo concentra y alberga la sede de los principales grupos de medios de comunicación escritos, radiales y televisivos.

#### Prensa

Histórico edificio del diario El Día

En el Departamento de Montevideo se editan los diarios de difusión nacional más importantes del país. Los diarios El País, El Observador, La Diaria, La Mañana y La República.
Es también donde se edita el Diario oficial de la República.

#### Radio
Radio El Espectador, llamada en ese entonces como Radio General Electric fue la primera radio en emitir en el país, seguida por Radio Paradizabal.
Emisoras nacionales
En Montevideo tienen su sede las principales cadenas de radio generalistas y que emiten para todo el país, principalmente en amplitud modulada. Se destacan las emisoras de la cadena pública de Radiodifusión Nacional y las emisoras privadas Carve, Monte Carlo, El Espectador, Sarandí, Universal y Oriental.
Existe una variada gama de emisoras de frecuencia modulada, las cuales en su mayoría emiten dentro del departamento.
Emisoras de cobertura local

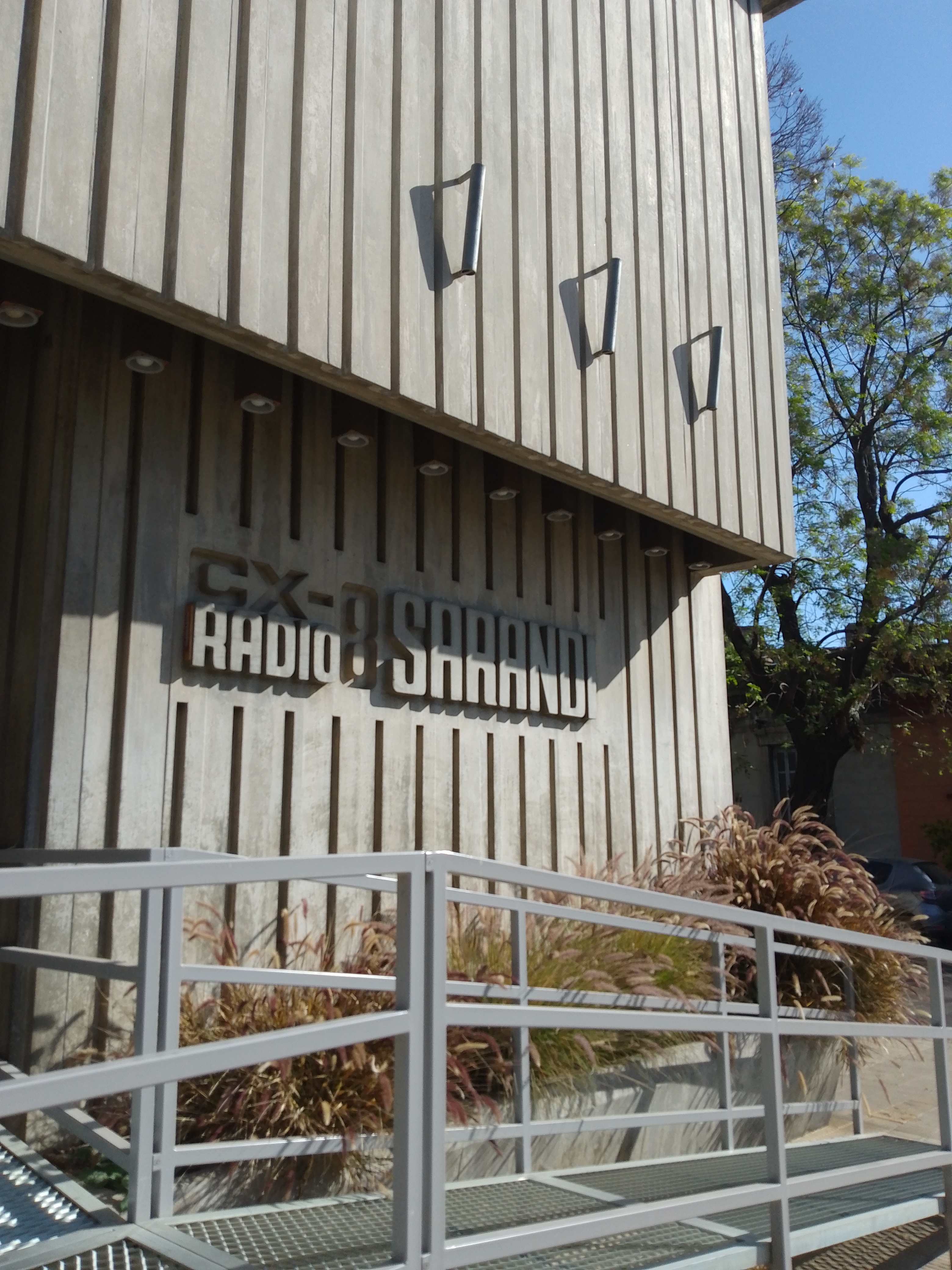
Estudios de Sarandí en La Aguada

Montevideo cuenta con una amplia variedad de emisoras que emiten mediante frecuencia modulada, la primera de todas, Emisora del Palacio, hoy Océano FM fue creada en los años sesenta. De todas las emisoras activas se destacan radio Futura, Del Sol FM, Radio Disney, Uni Radio y Babel FM, perteneciente a la cadena pública RNU.
Radios comunitarias
Existe una amplia red de emisoras comunitarias gestionadas por organizaciones sociales bajo la tutela de la Unidad Reguladora de Servicios de Comunicaciones y el Ministerio de Educación y Cultura.

#### Televisión

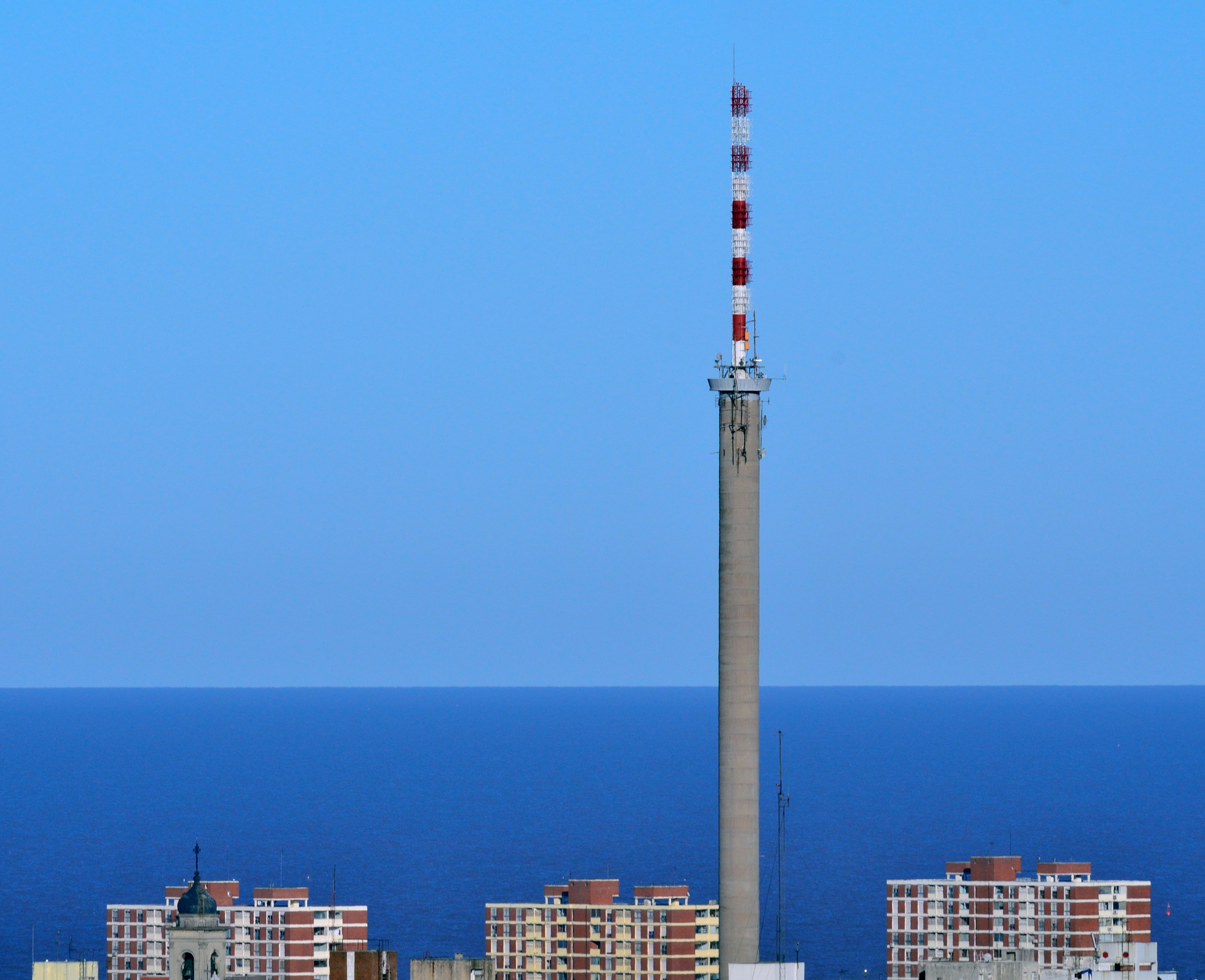
Torre SAETA en Palermo

Al igual que en prensa y radio, el Departamento de Montevideo fue cuna de las primeras emisiones de televisión del país, en diciembre de 1956 a cargo de la Sociedad Anónima de Emisión de Televisión y Anexos, Canal 10.
Canales de cobertura nacional
En Montevideo se encuentran las instalaciones de Televisión Nacional en el barrio Larrañaga, mientras que en La Aguada se encuentran las principales dependencias de Canal 4, Teledoce y VTV. El canal 10, el primero en emitir, inicio sus emisiones en el antiguo Cilindro Municipal y en los años sesenta trasladó sus estudios hacia el barrio de Palermo, en donde también se ubica su emblemática antena.
Existe además una variada gama de proveedores de televisión por cable: como Montecable, TCC, Cablevisión y DirecTV.
Canales de cobertura local

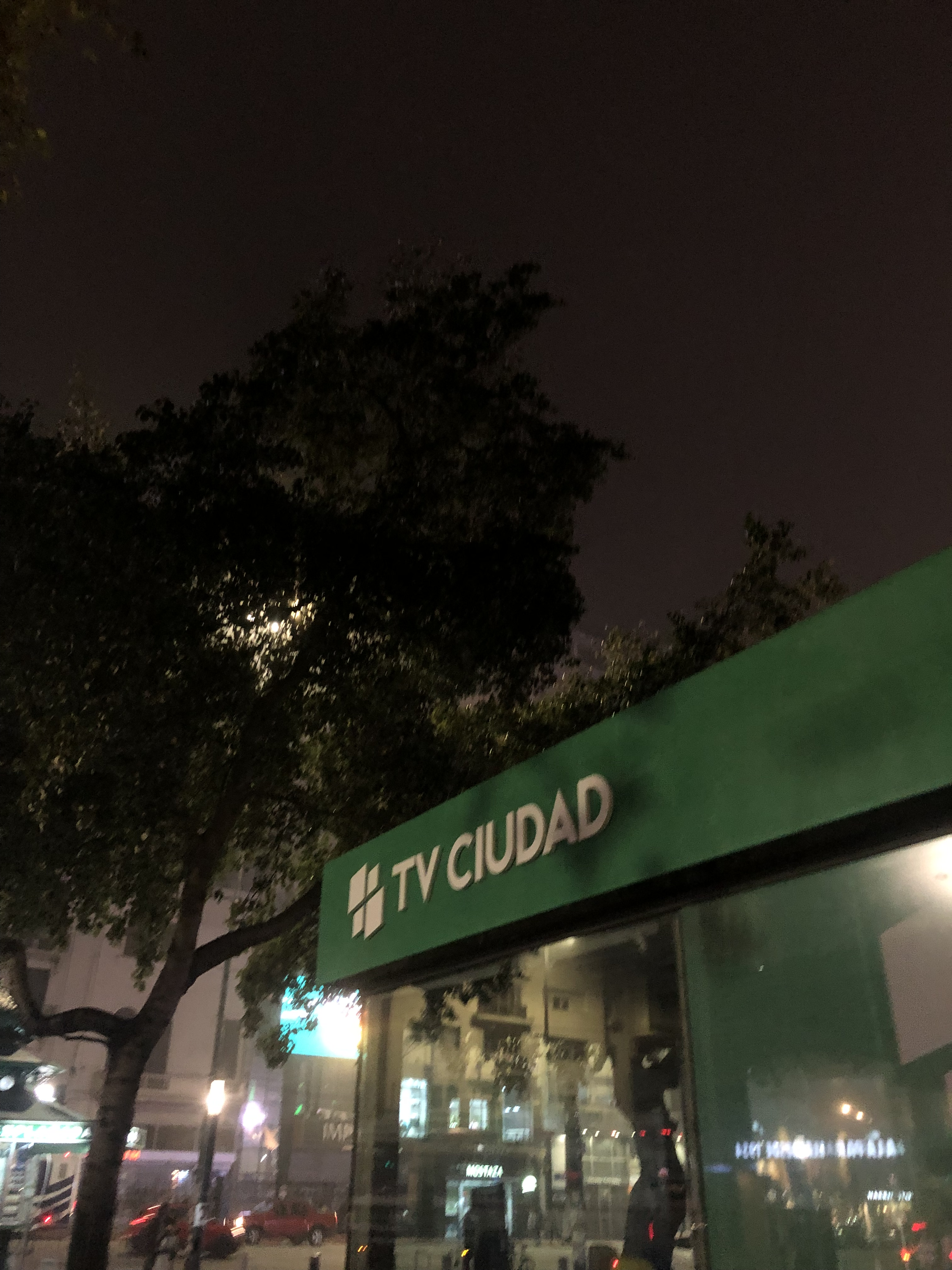
Estudio de TV Ciudad en la explanada del Palacio Municipal

La emisora pública TV Ciudad gestionada por la Intendencia de Montevideo es el único canal de televisión de cobertura local. Fue creado en 1996 y en 2012 convertido en una señal abierta.